# Dysodiopsis tagetoides
Dysodiopsis tagetoides (Torr. & A.Gray) Rydb. è una pianta della famiglia delle Asteracee, diffusa negli Stati Uniti centro-meridionali. È l'unica specie del genere Dysodiopsis.